# جیم گدارد
جیم گدارد (انگلیسی: Jim Goddard؛ ‏ ۲ فوریهٔ ۱۹۳۶ – ۱۷ ژوئن ۲۰۱۳) کارگردان فیلم و کارگردان تلویزیونی اهل بریتانیا بود.
از فیلم‌ها یا مجموعه‌های تلویزیونی که وی در آن‌ها نقش داشته‌است، می‌توان به داستان دو شهر، آزادشده و سورپرایز شانگهای اشاره نمود.